# Rodolfo Pini
Rodolfo Pini (12 de novembro de 1926 - 31 de maio de 2000) foi um futebolista uruguaio que atuava como meia.

## Carreira
Rodolfo Pini fez parte do elenco campeão da Seleção Uruguaia de Futebol, na Copa do Mundo de 1950 no Brasil.

## Títulos
- Copa do Mundo de 1950